# Slovenská národní knihovna
Slovenská národní knihovna (slovensky Slovenská národná knižnica, zkr. SNK) se sídlem v Martině je hlavní knihovnou na Slovensku. Profiluje se jako moderní vědecká, kulturní, informační a vzdělávací instituce, která slouží všem občanům Slovenska i zahraničním uživatelům.

## Charakteristika a činnost
SNK Slovenská národní knihovna je konzervační a depozitní knihovnou Slovenské republiky, přednostně shromažďuje, odborně zpracovává, uchovává, ochraňuje a zpřístupňuje domácí a zahraniční slovacikální dokumenty. Fondy a sbírky SNK obsahují téměř 5 milionů knihovních jednotek, 1,7 milionu archivních dokumentů a tisíce muzeálních jednotek.
SNK koordinuje rozvoj Knihovnického systému Slovenské republiky a zabezpečuje modernizaci poskytovaných knihovních a informačních služeb. SNK přímo spolupracuje s domácími a zahraničními institucemi. V letech 2012-2015 byla organizátorem národního projektu Digitální knihovna a digitální archiv, spolufinancovaný Evropského fondu regionálního rozvoje (ERDF). Projekt byl zaměřený na masovou digitalizaci knihovních a archivních fondů, ochranu písemného kulturního dědictví (papíru) před nevyhnutnou degradací.
Taktéž byla zapojena do digitalizace kulturního dědictví Slovenska, vzniklý digitální obsah je zpřístupněný na portálu Slovakiana.

## Historie
SNK byla založena v roce 2000 (do roku 2000 byla SNK součástí Matice slovenské) s hlavním sídlem v Martině. Právní formou je státní rozpočtovou organizací, zřizovatelem je Ministerstvo kultury Slovenské republiky.

## Galerie

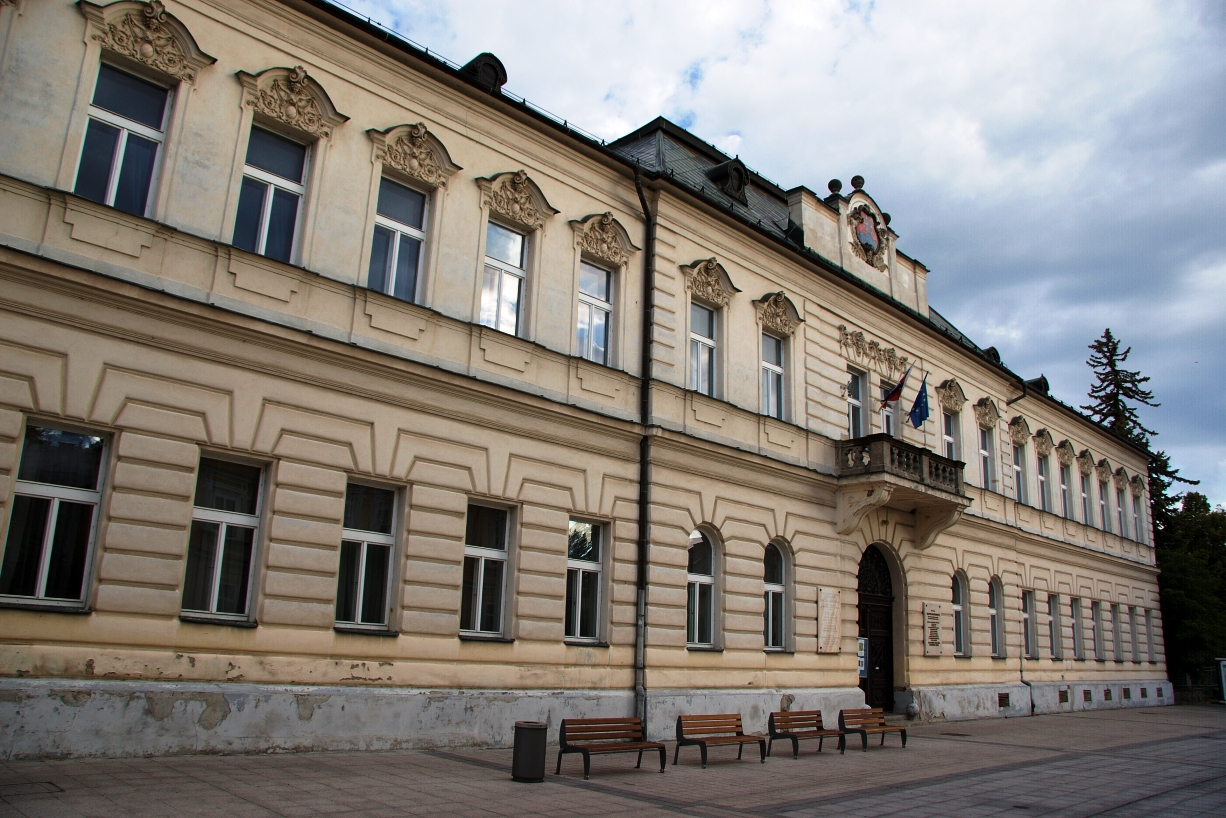
Literární muzeum Slovenské národní knihovny
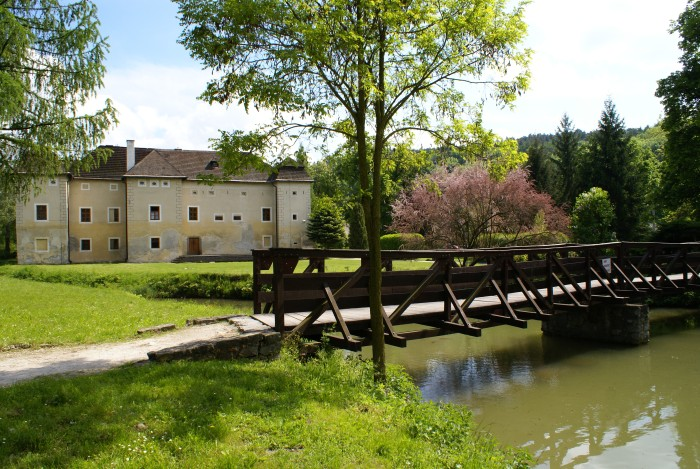
Slovanské muzeum A. S. Puškina, Brodzany
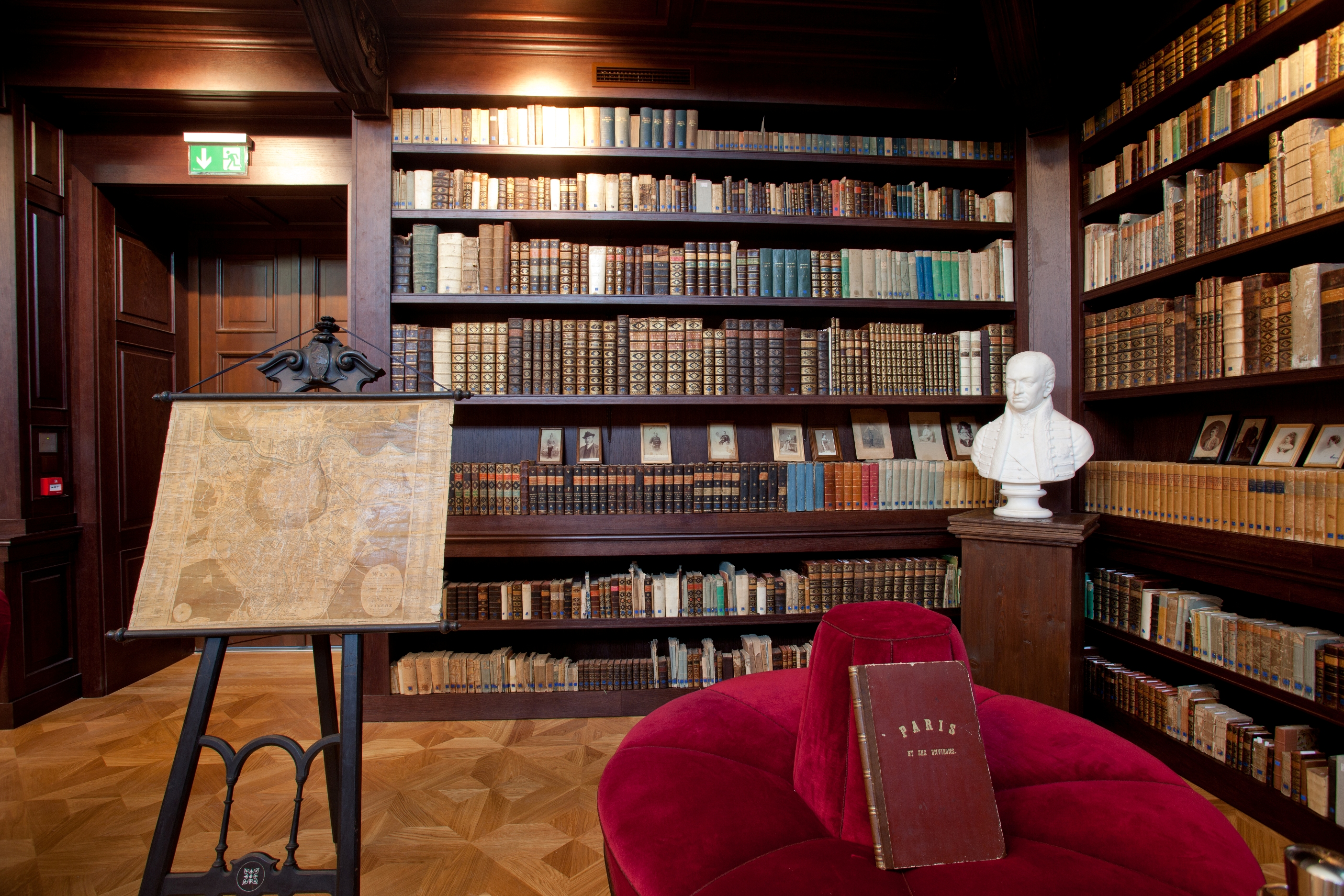
Historická knihovna rodu Apponyiových, Oponice